# Петренко Дмитро Миколайович
Дмитро Миколайович Петренко (4 лютого 1976 ) — український футболіст, захисник.

## Біографія
Почав кар'єру в аматорському клубі «Орбіта» з Красногвардійського, де виступав з 1997 по 1999 рік. Надалі грав за «Кримтеплицю». Разом із командою у 2000 році став чемпіоном України серед сільських команд, отримавши після цього звання кандидата у майстри спорту України. У 2002 році у складі «тепличників» грав у аматорському кубку України. Крім того, у сезоні 2002/03 спробував свої сили у міні-футболі, захищаючи кольори сімферопольського «Динамо-ЮРІН».
У 2003 році підписав контракт із шимкентським «Ордабаси» з Вищої ліги Казахстану. Після закінчення сезону повернувся до «Кримтеплиці», разом з якою став переможцем Другої ліги України сезону 2004/05.
Останнім професійним клубом у кар'єрі Петренка став красноперекопський «Хімік», де футболіст грав у 2006 році.
Надалі виступав за різні аматорські команди Криму. У 2011 році став чемпіоном Криму у складі «Гвардійця», разом з яким також грав у аматорському кубку України.

## Досягнення
- Переможець Другої ліги України: 2004/05